# Danh sách tập phim trong Game of Thrones
Game of Thrones là một series phim truyền hình chính kịch kỳ ảo của Mỹ được sản xuất bởi David Benioff và D. B. Weiss. Series được dựa theo cuốn tiểu thuyết A Song of Ice and Fire của nhà văn George R. R. Martin. Phim lấy bối cảnh tại vùng lục địa hư cấu Westeros và Essos, tại đây đã diễn ra những cuộc đấu tranh quyền lực giữa các gia đình quý tộc khi họ chiến đấu để tranh giành Ngai báu sắt của Bảy Vương Quốc. Series mở đầu với câu chuyện về Nhà Stark, đứng đầu bởi Lãnh chúa Eddard "Ned" Stark (Sean Bean) đang chuẩn bị đón tiếp sự có mặt của Đức vua Robert Baratheon (Mark Addy) khi người đang giữ chức Bàn tay của Vua là Jon Arryn (Cố vấn chính của Robert) qua đời một cách bí ấn.
Series phim bắt đầu khởi chiếu từ ngày 17 tháng 4 năm 2011 trên kênh HBO. David Benioff và D. B. Weiss là hai nhà chỉ đạo sản xuất chính của bộ phim, cùng với đó còn có Carolyn Strauss, Frank Doelger, Bernadette Caulfield và George R. R. Martin. Việc quay bộ phim được diễn ra tại nhiều địa điểm, bao gồm Croatia, Bắc Ireland, Iceland và Tây Ban Nha. Các tập phim được chiếu vào 9 giờ tối Chủ nhật theo múi giờ Miền đông và 9 giờ sáng Thứ hai theo múi giờ Việt Nam, độ dài các tập thường dao động từ 50 cho đến 81 phút. Cả 7 mùa phim của series hiện tại đều đang có sẵn dưới dạng đĩa DVD và Blu-ray.
Toàn bộ series sẽ kết thúc vào mùa thứ 8, được bắt đầu khởi chiếu vào ngày 14 tháng 4 năm 2019, bao gồm 6 tập phim. Các tập phim của toàn bộ bộ phim truyền hình này đã giành được rất nhiều giải thưởng trong đó bao gồm 3 giải Primetime Emmy cho Phim truyền hình Chính kịch Xuất sắc nhất.

## Tổng quan về series
| Mùa | Mùa | Tập | Ngày phát sóng gốc  | Ngày phát sóng gốc  | Lượt xem trung bình tại Mỹ (triệu) | Lượt xem trung bình tại Mỹ (triệu) |
| Mùa | Mùa | Tập | Ngày bắt đầu        | Ngày kết thúc       | Lượt xem trung bình tại Mỹ (triệu) | Lượt xem trung bình tại Mỹ (triệu) |
| --- | --- | --- | ------------------- | ------------------- | ---------------------------------- | ---------------------------------- |
|     | 1   | 10  | 17 tháng 4 năm 2011 | 19 tháng 6 năm 2011 | 2,52                               |                                    |
|     | 2   | 10  | 1 tháng 4 năm 2012  | 3 tháng 6 năm 2012  | 3,80                               |                                    |
|     | 3   | 10  | 31 tháng 3 năm 2013 | 9 tháng 6 năm 2013  | 4,97                               |                                    |
|     | 4   | 10  | 6 tháng 4 năm 2014  | 15 tháng 6 năm 2014 | 6,84                               |                                    |
|     | 5   | 10  | 12 tháng 4 năm 2015 | 14 tháng 6 năm 2015 | 6,88                               |                                    |
|     | 6   | 10  | 24 tháng 4 năm 2016 | 26 tháng 6 năm 2016 | 7,69                               |                                    |
|     | 7   | 7   | 16 tháng 7 năm 2017 | 27 tháng 8 năm 2017 | 10,26                              |                                    |
|     | 8   | 6   | 14 tháng 4 năm 2019 | 19 tháng 5 năm 2019 | 11.99                              |                                    |

## Các tập phim

### Mùa 1 (2011)
Tại lục địa Westeros, Người bảo hộ phương Bắc Eddard "Ned" Stark được phong chức "Bàn tay của nhà vua" (Tướng quốc) phục vụ dưới trướng Robert Baratheon. Khi con trai của Ned, Bran tình cờ bắt gặp Nữ hoàng Cersei có quan hệ tình dục với anh trai sinh đôi Jaime Lannister, Jaime định thủ tiêu Bran nhưng cậu chỉ bị què. Sau khi tới Bến Vua, thủ đô của Bảy phụ quốc, Ned phát hiện ra rằng Hoàng tử Joffrey và anh chị em của hắn chính là con của Jaime và là sản phẩm của sự loạn luân. Khi vua Robert băng hà, Ned không công nhận Joffrey là người thừa kế hợp pháp và bị xử tử. Con trai hoang của Ned, Jon Snow, tham gia Đội Gác Đêm, một hội huynh đệ cổ xưa đã thề sẽ canh chừng trường thành khổng lồ ở phương Bắc, ngăn cách Bảy vương quốc với các bộ lạc thù địch được gọi là "Man tộc" và các sinh vật hình người trong thần thoại được gọi là "Bóng Trắng". Tại lục địa Essos, Viserys Targaryen bị lưu đày, con trai của Vua Aerys, vị vua đã bị Robert phế truất, gả em gái Daenerys của y cho thống lĩnh Dothraki Khal Drogo, để đổi lấy một đội quân trở về và dành lại Westeros. Cuối cùng, Drogo giết chết Viserys và sau đó Drogo cũng bỏ mạng. Sau khi Drogo mất, Daenerys đã cho nở ba con rồng.
| Thứ tự tập trong series | Thứ tự tập trong mùa | Tên tập phim                                                                           | Đạo diễn       | Kịch bản                                                                                       | Ngày phát sóng gốc  | Số lượt xem tại Mỹ (triệu) |
| ----------------------- | -------------------- | -------------------------------------------------------------------------------------- | -------------- | ---------------------------------------------------------------------------------------------- | ------------------- | -------------------------- |
| 1                       | 1                    | "Mùa đông đang đến (Winter Is Coming)"                                                 | Tim Van Patten | David Benioff & D. B. Weiss                                                                    | 17 tháng 4 năm 2011 | 2.22                       |
| 2                       | 2                    | "Vương lộ (The Kingsroad)"                                                             | Tim Van Patten | David Benioff & D. B. Weiss                                                                    | 24 tháng 4 năm 2011 | 2.20                       |
| 3                       | 3                    | "Lãnh chúa Snow (Lord Snow)"                                                           | Brian Kirk     | David Benioff & D. B. Weiss                                                                    | 1 tháng 5 năm 2011  | 2.44                       |
| 4                       | 4                    | "Kẻ tàn tật, Tên con hoang và Những thứ Đổ vỡ (Cripples, Bastards, and Broken Things)" | Brian Kirk     | Bryan Cogman                                                                                   | 8 tháng 5 năm 2011  | 2.45                       |
| 5                       | 5                    | "Sói và Sư tử (The Wolf and the Lion)"                                                 | Brian Kirk     | David Benioff & D. B. Weiss                                                                    | 15 tháng 5 năm 2011 | 2.58                       |
| 6                       | 6                    | "Vương miện Vàng (A Golden Crown)"                                                     | Daniel Minahan | Cốt truyện: David Benioff & D. B. Weiss Dựng phim: Jane Espenson & David Benioff & D. B. Weiss | 22 tháng 5 năm 2011 | 2.44                       |
| 7                       | 7                    | "Ngươi thắng hoặc ngươi chết (You Win or You Die)"                                     | Daniel Minahan | David Benioff & D. B. Weiss                                                                    | 29 tháng 5 năm 2011 | 2.40                       |
| 8                       | 8                    | "Cái kết sau cùng (The Pointy End)"                                                    | Daniel Minahan | George R. R. Martin                                                                            | 5 tháng 6 năm 2011  | 2.72                       |
| 9                       | 9                    | "Baelor"                                                                               | Alan Taylor    | David Benioff & D. B. Weiss                                                                    | 12 tháng 6 năm 2011 | 2.66                       |
| 10                      | 10                   | "Lửa và máu (Fire and Blood)"                                                          | Alan Taylor    | David Benioff & D. B. Weiss                                                                    | 19 tháng 6 năm 2011 | 3.04                       |

### Mùa 2 (2012)
Con trai cả của Ned, Robb tuyên chiến với Nhà Lannister và bắt được Jaime. Tuy nhiên, mẹ của anh ta, Catelyn đã bí mật giải thoát Jaime để chuộc lại hai cô con gái, Sansa và Arya, được cho là bị giữ làm con tin tại Bến Vua. Sansa thường xuyên bị lạm dụng bởi vị vua đã hứa hôn của cô, trong khi Arya cải trang và trốn thoát được khỏi lực lượng Lannister đóng quân ở thành Harrenhal. Con trai nuôi của Ned, Theon Greyjoy ủng hộ cha đẻ của anh và đô hộ thành Winterfell, chốn tổ tiên của Nhà Stark, Bran và em trai Rickon trốn thoát được khỏi thành. Trong khi đó, Stannis và Renly Baratheon, hai anh em ruột của Vua Robert đã mất, bắt đầu chiến dịch giành lại ngai vàng sau khi hay tin Hoàng tử là sản phẩm loạn luân. Stannis có sự hỗ trợ của Melisandre, một nữ tư tế Đỏ thờ phụng Chúa tể ánh sáng. Stannis giết Renly và tấn công Bến Vua, thủ đô được bảo vệ thành công bởi Tyrion Lannister, Tướng quốc của nhà Vua và em trai của Nữ hoàng Cersei. Phía xa Bức tường, Jon Snow tìm cách lấy được lòng tin của Man tộc, trong khi các thành viên khác của Đội Gác bị tấn công bởi một đội quân của Bóng Trắng và xác chết. Ở Essos, Daenerys và khalasar của cô tìm nơi ẩn náu ở Qarth. Sau khi đập tan một âm mưu ăn trộm những con rồng của cô, Daenerys rời khỏi thành phố.
| Thứ tự tập trong series | Thứ tự tập trong mùa | Tên tập phim                                                     | Đạo diễn       | Kịch bản                    | Ngày phát sóng gốc  | Số lượt xem tại Mỹ (triệu) |
| ----------------------- | -------------------- | ---------------------------------------------------------------- | -------------- | --------------------------- | ------------------- | -------------------------- |
| 11                      | 1                    | "Phương Bắc ghi nhớ (The North Remembers)"                       | Alan Taylor    | David Benioff & D. B. Weiss | 1 tháng 4 năm 2012  | 3.86                       |
| 12                      | 2                    | "Vùng đất ban đêm (The Night Lands)"                             | Alan Taylor    | David Benioff & D. B. Weiss | 8 tháng 4 năm 2012  | 3.76                       |
| 13                      | 3                    | "Thứ đã chết sẽ không bao giờ chết (What Is Dead May Never Die)" | Alik Sakharov  | Bryan Cogman                | 15 tháng 4 năm 2012 | 3.77                       |
| 14                      | 4                    | "Cốt uyển (Garden of Bones)"                                     | David Petrarca | Vanessa Taylor              | 22 tháng 4 năm 2012 | 3.65                       |
| 15                      | 5                    | "Con ma thành Harrenhal (The Ghost of Harrenhal)"                | David Petrarca | David Benioff & D. B. Weiss | 29 tháng 4 năm 2012 | 3.90                       |
| 16                      | 6                    | "Cựu Thần và Tân Thần (The Old Gods and the New)"                | David Nutter   | Vanessa Taylor              | 6 tháng 5 năm 2012  | 3.88                       |
| 17                      | 7                    | "Người không danh dự (A Man Without Honor)"                      | David Nutter   | David Benioff & D. B. Weiss | 13 tháng 5 năm 2012 | 3.69                       |
| 18                      | 8                    | "Hoàng tử thành Winterfell (The Prince of Winterfell)"           | Alan Taylor    | David Benioff & D. B. Weiss | 20 tháng 5 năm 2012 | 3.86                       |
| 19                      | 9                    | "Hắc Thủy (Blackwater)"                                          | Neil Marshall  | George R. R. Martin         | 27 tháng 5 năm 2012 | 3.38                       |
| 20                      | 10                   | "Valar Morghulis"                                                | Alan Taylor    | David Benioff & D. B. Weiss | 3 tháng 6 năm 2012  | 4.20                       |

### Mùa 3 (2013)
Sau khi Robb phá vỡ lời thề sẽ kết hôn với một trong những cô con gái của Lãnh chúa Walder Frey, Frey sắp đặt vụ thảm sát Robb, mẹ anh, vợ anh, đứa con chưa sinh và các tướng lĩnh của anh, trong một bữa tiệc cưới. Nhà Bolton, người đã giải phóng Winterfell khỏi tay Theon theo yêu cầu của Robb, cũng phản bội Nhà Stark. Sau cái chết của Robb, Lãnh chúa Roose Bolton được Lãnh chúa Tywin Lannister, người đứng đầu Nhà Lannister và Tướng quốc mới được bổ nhiệm. Ở Dreadfort, lâu đài tổ tiên của nhà Bolton, Theon bị tra tấn bởi con trai hoang của Roose Bolton, Ramsay Snow. Xa hơn về phía bắc, Jon Snow trèo lên Bức Tường với một nhóm Man tộc và đi về phía nam của nó, nhưng sau đó anh phản bội họ. Tại thủ đô, Quốc vương Joffrey đã quyết định kết hôn với Margaery của Nhà Tyrell, gạt Sansa sang một bên. Lãnh chúa Tywin, tuy vậy, sắp xếp một cuộc hôn nhân Sansa với con trai Tyrion của ông. Jaime về đến Bến Vua, bị cụt một bàn tay. Trong Essos, Daenerys có được "Quân Unsullied", một đội quân gồm những người lính nô lệ bị hoạn. Cô cũng thêm được vào lực lượng với hội "Con trai thứ hai", một toán lính đánh thuê và tiếp quản hai thành phố.
| Thứ tự tập trong series | Thứ tự tập trong mùa | Tên tập phim                                                    | Đạo diễn          | Kịch bản                    | Ngày phát sóng gốc  | Số lượt xem tại Mỹ (triệu) |
| ----------------------- | -------------------- | --------------------------------------------------------------- | ----------------- | --------------------------- | ------------------- | -------------------------- |
| 21                      | 1                    | "Valar Dohaeris"                                                | Daniel Minahan    | David Benioff & D. B. Weiss | 31 tháng 3 năm 2013 | 4.37                       |
| 22                      | 2                    | "Cánh đen, lời tăm tối (Dark Wings, Dark Words)"                | Daniel Minahan    | Vanessa Taylor              | 7 tháng 4 năm 2013  | 4.27                       |
| 23                      | 3                    | "Con đường trừng phạt (Walk of Punishment)"                     | David Benioff     | David Benioff & D. B. Weiss | 14 tháng 4 năm 2013 | 4.72                       |
| 24                      | 4                    | "Giờ đây phiên gác của anh đã hết (And Now His Watch Is Ended)" | Alex Graves       | David Benioff & D. B. Weiss | 21 tháng 4 năm 2013 | 4.87                       |
| 25                      | 5                    | "Nụ hôn lửa (Kissed by Fire)"                                   | Alex Graves       | Bryan Cogman                | 28 tháng 4 năm 2013 | 5.35                       |
| 26                      | 6                    | "Leo bậc (The Climb)"                                           | Alik Sakharov     | David Benioff & D. B. Weiss | 5 tháng 5 năm 2013  | 5.50                       |
| 27                      | 7                    | "Con gấu và Thiếu Nữ (The Bear and the Maiden Fair)"            | Michelle MacLaren | George R. R. Martin         | 12 tháng 5 năm 2013 | 4.84                       |
| 28                      | 8                    | "Những đứa con thứ (Second Sons)"                               | Michelle MacLaren | David Benioff & D. B. Weiss | 19 tháng 5 năm 2013 | 5.13                       |
| 29                      | 9                    | "Cơn mưa xứ Castamere (The Rains of Castamere)"                 | David Nutter      | David Benioff & D. B. Weiss | 2 tháng 6 năm 2013  | 5.22                       |
| 30                      | 10                   | "Mhysa"                                                         | David Nutter      | David Benioff & D. B. Weiss | 9 tháng 6 năm 2013  | 5.39                       |

### Mùa 4 (2014)
Tại Bến Vua, Phu nhân Olenna đã bí mật đầu độc Vua Joffrey trong đám cưới của hắn với cháu gái Margaery, nhưng Tyrion bị gia đình ông buộc tội giết người, và bị kết tội. Tuy nhiên, Jaime và Varys âm mưu đưa Tyrion tới Essos. Tyrion giết cha Tywin trước khi rời đi. Petyr Baelish đưa Sansa tới xứ Vale, được cai trị bởi dì và người tình của ông, Lysa Arryn góa phụ. Baelish kết hôn với Lysa nhưng sau đó sát hại cô. Sau khi cố gắng đoàn tụ với gia đình, Arya đi tàu đến Braavos, ở Essos. Khi trở lại Đội Gác, Jon Snow bảo vệ Lâu Đài Đen chống lại một đội quân Man Tộc, có lực lương đông đảo hơn. Đội Gác được giải cứu bởi sự xuất hiện của Stannis Baratheon và lực lượng của ông ta. Bran què với sức mạnh tâm linh mới phát hiện đi về phía bắc xa hơn Bức tường với một vài người bạn đồng hành. Bên dưới một cây gỗ thông, cậu ta tìm thấy Quạ ba mắt, một ông già có khả năng nhận thức tương lai và quá khứ. Ở Essos, Daenerys nắm quyền kiểm soát Meereen và xóa bỏ chế độ nô lệ. Khi cô phát hiện ra rằng cố vấn đáng tin cậy của mình, Ngài Jorah Mormont, đã theo dõi cô vì Robert Baratheon, cô bắt đày ải anh ta.
| Thứ tự tập trong series | Thứ tự tập trong mùa | Tên tập phim                                               | Đạo diễn          | Kịch bản                    | Ngày phát sóng gốc  | Số lượt xem tại Mỹ (triệu) |
| ----------------------- | -------------------- | ---------------------------------------------------------- | ----------------- | --------------------------- | ------------------- | -------------------------- |
| 31                      | 1                    | "Hai thanh kiếm (Two Swords)"                              | D. B. Weiss       | David Benioff & D. B. Weiss | 6 tháng 4 năm 2014  | 6.64                       |
| 32                      | 2                    | "Sư tử và Đóa hồng (The Lion and the Rose)"                | Alex Graves       | George R. R. Martin         | 13 tháng 4 năm 2014 | 6.31                       |
| 33                      | 3                    | "Kẻ phá vỡ xiềng xích (Breaker of Chains)"                 | Alex Graves       | David Benioff & D. B. Weiss | 20 tháng 4 năm 2014 | 6.59                       |
| 34                      | 4                    | "Kẻ giữ lời thề (Oathkeeper)"                              | Michelle MacLaren | Bryan Cogman                | 27 tháng 4 năm 2014 | 6.95                       |
| 35                      | 5                    | "Đệ nhất tên Người (First of His Name)"                    | Michelle MacLaren | David Benioff & D. B. Weiss | 4 tháng 5 năm 2014  | 7.16                       |
| 36                      | 6                    | "Luật lệ của Thần và Con người (The Laws of Gods and Men)" | Alik Sakharov     | Bryan Cogman                | 11 tháng 5 năm 2014 | 6.40                       |
| 37                      | 7                    | "Con chim nhại (Mockingbird)"                              | Alik Sakharov     | David Benioff & D. B. Weiss | 18 tháng 5 năm 2014 | 7.20                       |
| 38                      | 8                    | "Ngọn núi và Rắn độc (The Mountain and the Viper)"         | Alex Graves       | David Benioff & D. B. Weiss | 1 tháng 6 năm 2014  | 7.17                       |
| 39                      | 9                    | "Người gác trên Bức tường (The Watchers on the Wall)"      | Neil Marshall     | David Benioff & D. B. Weiss | 8 tháng 6 năm 2014  | 6.95                       |
| 40                      | 10                   | "Những đứa con (The Children)"                             | Alex Graves       | David Benioff & D. B. Weiss | 15 tháng 6 năm 2014 | 7.09                       |

### Mùa 5 (2015)
Tại Bến Vua, Margaery kết hôn với vị vua mới Tommen Baratheon, em trai của Joffrey. Sẻ, một nhóm những kẻ cuồng tín tôn giáo, áp đặt giáo phái của họ lên thành phố, giam cầm Margaery, anh trai của cô là Loras và Cersei được họ cho là có quá nhiều tội lỗi. Jaime đi đến Dorne để lấy lại Myrcella Baratheon. Tuy nhiên, người yêu của Oberyn Martell, Ellaria và các cô con gái hoang của anh ta giết chết Myrcella để trả thù cho cái chết của Oberyn. Ở Winterfell, ngôi nhà mới của Nhà Bolton, Baelish sắp xếp cuộc hôn nhân của Sansa với con trai đã được hợp pháp hóa của Roose Bolton, Ramsay tàn bạo. Cuộc chinh phạt không thành công của Stannis tại Winterfell, dẫn đến cái chết của ông, cho phép Sansa có cơ hội trốn thoát cùng Theon. Tại Bức tường, với tư cách là Tân Chỉ huy của Đội Gác Đêm, Jon Snow thiết lập liên minh với Man Tộc để cứu họ khỏi Bóng Trắng và đội quân xác sống của chúng. Tuy nhiên, Jon bị đâm chết bởi một số người coi anh ta là kẻ phản bội. Arya đến Braavos, nơi cô tìm thấy Jaqen H'ghar, người mà trước đây cô đã giúp đỡ trốn thoát, và bắt đầu luyện tập với các Vô Diện Nhân, một hội sát thủ. Phía sâu trong Essos, Tyrion trở thành cố vấn cho Daenerys. Ngài Jorah cứu mạng Daenerys trước một cuộc nổi dậy của nô lệ, cô tạm thời vắng mặt ở Meereen do đi lạc trên lưng Drogon.
| Thứ tự tập trong series | Thứ tự tập trong mùa | Tên tập phim                                                                | Đạo diễn         | Kịch bản                    | Ngày phát sóng gốc  | Số lượt xem tại Mỹ (triệu) |
| ----------------------- | -------------------- | --------------------------------------------------------------------------- | ---------------- | --------------------------- | ------------------- | -------------------------- |
| 41                      | 1                    | "Cuộc chiến đang tới (The Wars to Come)"                                    | Michael Slovis   | David Benioff & D. B. Weiss | 12 tháng 4 năm 2015 | 8.00                       |
| 42                      | 2                    | "Nhà Hắc Bạch (The House of Black and White)"                               | Michael Slovis   | David Benioff & D. B. Weiss | 19 tháng 4 năm 2015 | 6.81                       |
| 43                      | 3                    | "Sẻ Tối Cao (High Sparrow)"                                                 | Mark Mylod       | David Benioff & D. B. Weiss | 26 tháng 4 năm 2015 | 6.71                       |
| 44                      | 4                    | "Những con trai của Điểu nhân (Sons of the Harpy)"                          | Mark Mylod       | Dave Hill                   | 3 tháng 5 năm 2015  | 6.82                       |
| 45                      | 5                    | "Giết thằng bé (Kill the Boy)"                                              | Jeremy Podeswa   | Bryan Cogman                | 10 tháng 5 năm 2015 | 6.56                       |
| 46                      | 6                    | "Không cúi đầu, không bị bẻ cong, không tan vỡ (Unbowed, Unbent, Unbroken)" | Jeremy Podeswa   | Bryan Cogman                | 17 tháng 5 năm 2015 | 6.24                       |
| 47                      | 7                    | "Món quà (The Gift)"                                                        | Miguel Sapochnik | David Benioff & D. B. Weiss | 24 tháng 5 năm 2015 | 5.40                       |
| 48                      | 8                    | "Hardhome"                                                                  | Miguel Sapochnik | David Benioff & D. B. Weiss | 31 tháng 5 năm 2015 | 7.01                       |
| 49                      | 9                    | "Vũ điệu bầy rồng (The Dance of Dragons)"                                   | David Nutter     | David Benioff & D. B. Weiss | 7 tháng 6 năm 2015  | 7.14                       |
| 50                      | 10                   | "Lòng từ bi của Mẹ (Mother's Mercy)"                                        | David Nutter     | David Benioff & D. B. Weiss | 14 tháng 6 năm 2015 | 8.11                       |

### Mùa 6 (2016)
Tại Bức tường, Melisandre hồi sinh Jon. Jon hội ngộ với Sansa và rời khỏi Đội Gác. Được hỗ trợ bởi Man Tộc, những người trung thành và Hiệp sĩ xứ Vale, họ đánh bại Nhà Bolton và Jon được tuyên bố là Vua Phương Bắc. Bên kia Bức tường, Bran được huấn luyện bởi Quạ ba mắt nhưng họ bị tấn công bởi Bóng Trắng. Quạ ba mắt bị giết và trở thành Bran, người đã trốn thoát với sự giúp đỡ của Hodor, người đã chết trong quá trình này. Bran nhận ra Jon thực tế là con trai của người dì quá cố Lyanna Stark và Thái tử Rhaegar Targaryen. Ở Bến Vua, Cersei giết chết Sẻ Tối Cao, Margaery, Loras và nhiều người khác bằng cách cho nổ Đại Sảnh Baelor bằng ngọn lửa xanh. Tommen tự sát sau khi chứng kiến điều này, và Cersei lên ngôi Nữ hoàng. Tại Quần đảo Sắt, Euron Greyjoy chiếm quyền lãnh đạo bằng cách giết anh trai của mình và cha của Theon, Balon. Ellaria nắm quyền kiểm soát Dorne và gia nhập Olenna Tyrell trong một liên minh với Daenerys, người tha thứ cho Ngài Jorah, kiểm soát quân Dothraki và đánh bại những kẻ nô lệ. Daenerys dong buồm tới Westeros, cùng với Theon và chị gái Yara. Ở Braavos, Arya tiếp tục tập luyện với Vô Diện Nhân, nhưng cuối cùng rời bỏ họ.
| Thứ tự tập trong series | Thứ tự tập trong mùa | Tên tập phim                                                  | Đạo diễn         | Kịch bản                    | Ngày phát sóng gốc  | Số lượt xem tại Mỹ (triệu) |
| ----------------------- | -------------------- | ------------------------------------------------------------- | ---------------- | --------------------------- | ------------------- | -------------------------- |
| 51                      | 1                    | "Người phụ nữ Đỏ (The Red Woman)"                             | Jeremy Podeswa   | David Benioff & D. B. Weiss | 24 tháng 4 năm 2016 | 7.94                       |
| 52                      | 2                    | "Nhà (Home)"                                                  | Jeremy Podeswa   | Dave Hill                   | 1 tháng 5 năm 2016  | 7.29                       |
| 53                      | 3                    | "Kẻ bội ước (Oathbreaker)"                                    | Daniel Sackheim  | David Benioff & D. B. Weiss | 8 tháng 5 năm 2016  | 7.28                       |
| 54                      | 4                    | "Cuốn sách của người dưng (Book of the Stranger)"             | Daniel Sackheim  | David Benioff & D. B. Weiss | 15 tháng 5 năm 2016 | 7.82                       |
| 55                      | 5                    | "Cánh cửa (The Door)"                                         | Jack Bender      | David Benioff & D. B. Weiss | 22 tháng 5 năm 2016 | 7.89                       |
| 56                      | 6                    | "Máu mủ của ta (Blood of My Blood)"                           | Jack Bender      | Bryan Cogman                | 29 tháng 5 năm 2016 | 6.71                       |
| 57                      | 7                    | "Người đau khổ (The Broken Man)"                              | Mark Mylod       | Bryan Cogman                | 5 tháng 6 năm 2016  | 7.80                       |
| 58                      | 8                    | "Không ai cả (No One)"                                        | Mark Mylod       | David Benioff & D. B. Weiss | 12 tháng 6 năm 2016 | 7.60                       |
| 59                      | 9                    | "Trận chiến của những đứa con hoang (Battle of the Bastards)" | Miguel Sapochnik | David Benioff & D. B. Weiss | 19 tháng 6 năm 2016 | 7.66                       |
| 60                      | 10                   | "Cơn gió mùa Đông (The Winds of Winter)"                      | Miguel Sapochnik | David Benioff & D. B. Weiss | 26 tháng 6 năm 2016 | 8.89                       |

### Mùa 7 (2017)
Daenerys cập bến ở Westeros và chiếm lại thành Long Thạch. Cô muốn lật đổ Cersei, nhưng Jon diện kiến trước cô và cầu khẩn họ chống lại Bóng Trắng. Dạ Vương, thủ lĩnh của Bóng Trắng, giết chết và hồi sinh Viserion, một con rồng của Daenerys. Jon và Daenerys cố gắng thuyết phục Cersei tham gia vào cuộc chiến của họ bằng cách chứng minh sự tồn tại của một con xác sống đã bị bắt, nhưng bà ta đã có kế hoạch riêng để chinh phục và củng cố quyền lực trên toàn lục địa. Tại Winterfell, Sansa đoàn tụ với anh chị em của mình, Arya và Bran. Khi Người Bảo hộ xứ Vale, Petyr Baelish, bắt đầu thao túng những đứa con Nhà Stark chống lại nhau, họ đã kết án hắn ta tử hình. Trong một tầm nhìn về quá khứ, Bran chứng kiến dì của anh, Lyanna, trên thực tế, đã kết hôn với Thái tử Rhaegar, và họ đã hạ sinh một đứa bé tên là Aegon Targaryen, chính là Jon Snow, khiến Jon trở thành người thừa kế chính đáng của Ngôi báu Sắt. Sau khi Yara Greyjoy bị chú của cô, Euron bắt cóc, Theon lên đường để cứu chị gái mình. Dạ Vương phá hủy một phần của Bức tường với sự giúp đỡ của con rồng Viserion được hồi sinh, cho phép những Bóng Trắng và quân đoàn xác sống tiến vào Bảy vương quốc.
| Thứ tự tập trong series | Thứ tự tập trong mùa | Tên tập phim                                 | Đạo diễn       | Kịch bản                    | Ngày phát sóng gốc  | Số lượt xem tại Mỹ (triệu) |
| ----------------------- | -------------------- | -------------------------------------------- | -------------- | --------------------------- | ------------------- | -------------------------- |
| 61                      | 1                    | "Thành Dragonstone"                          | Jeremy Podeswa | David Benioff & D. B. Weiss | 16 tháng 7 năm 2017 | 10.11                      |
| 62                      | 2                    | "Stormborn"                                  | Mark Mylod     | Bryan Cogman                | 23 tháng 7 năm 2017 | 9.27                       |
| 63                      | 3                    | "Công lý của Nữ hoàng (The Queen's Justice)" | Mark Mylod     | David Benioff & D. B. Weiss | 30 tháng 7 năm 2017 | 9.25                       |
| 64                      | 4                    | "Chiến lợi phẩm (The Spoils of War)"         | Matt Shakman   | David Benioff & D. B. Weiss | 6 tháng 8 năm 2017  | 10.17                      |
| 65                      | 5                    | "Chòi Đông (Eastwatch)"                      | Matt Shakman   | Dave Hill                   | 13 tháng 8 năm 2017 | 10.72                      |
| 66                      | 6                    | "Bên kia Bức Tường (Beyond the Wall)"        | Alan Taylor    | David Benioff & D. B. Weiss | 20 tháng 8 năm 2017 | 10.24                      |
| 67                      | 7                    | "Rồng và Sói (The Dragon and the Wolf)"      | Jeremy Podeswa | David Benioff & D. B. Weiss | 27 tháng 8 năm 2017 | 12.07                      |

### Mùa 8 (2019)
Jon và Daenerys hay tin Đoàn quân xác sống đã phá vỡ Bức tường. Theon giải cứu Yara, sau đó trở về Winterfell. Sam nói cho Jon thân thế thực sự của anh chính là Aegon Targaryen. Jaime tới Winterfell, và mang tin rằng Cersei sẽ không hội quân với quân phương Bắc để chiến đấu. Jon tiết lộ dòng dõi Targaryen của anh cho Daenerys, người muốn giữ bí mật chuyện này. Sau một trận chiến khốc liệt, Arya giết chết Dạ Vương, tiêu diệt đội quân xác sống. Hải quân của Euron bắn hạ được con rồng Rhaegal và Cersei xử tử Missandei. Daenerys, sau khi quân đội của cô chiếm được Vương Đô, phá hủy phần lớn thành phố. Cersei và Jaime, người trở về bên Cersei, chết dưới đống đổ nát của Xích Thành. Tyrion tố cáo Daenerys và bị giam cầm vì tội phản quốc, chờ lệnh thi hành án. Jon, không thể thuyết phục được cô, đâm chết Daenerys. Bran Stark được tuyên bố là vua, cho phép miền Bắc ly khai và trở thành một vương quốc độc lập. Bran bổ nhiệm Tyrion làm Tướng Quốc mới của mình. Jon bị kết án và bị đày trở lại Đội Gác Đêm, Sansa lên ngôi Nữ hoàng cai trị phương Bắc và Arya ra khơi để khám phá những nơi chưa ai từng đặt chân tới phía tây Westeros.
| TT. tổng thể | TT. trong mùa phim | Tiêu đề                                                     | Đạo diễn                    | Biên kịch                   | Ngày phát hành gốc  | Người xem tại U.S. (triệu) |
| ------------ | ------------------ | ----------------------------------------------------------- | --------------------------- | --------------------------- | ------------------- | -------------------------- |
| 68           | 1                  | "Thành Winterfell (Winterfell)"                             | David Nutter                | Dave Hill                   | 14 tháng 4 năm 2019 | 11.76                      |
| 69           | 2                  | "Hiệp sĩ của 7 vương quốc (A Knight of the Seven Kingdoms)" | David Nutter                | Bryan Cogman                | 21 tháng 4 năm 2019 | 10.29                      |
| 70           | 3                  | "Đêm Trường (The Long Night)"                               | Miguel Sapochnik            | David Benioff & D. B. Weiss | 28 tháng 4 năm 2019 | 12.02                      |
| 71           | 4                  | "Những đứa con Stark cuối cùng (The Last of the Starks)"    | David Nutter                | David Benioff & D. B. Weiss | 5 tháng 5 năm 2019  | 11.80                      |
| 72           | 5                  | "Tiếng chuông (The Bells)"                                  | Miguel Sapochnik            | David Benioff & D. B. Weiss | 12 tháng 5 năm 2019 | 12.48                      |
| 73           | 6                  | "Ngôi Báu Sắt (The Iron Throne)"                            | David Benioff & D. B. Weiss | David Benioff & D. B. Weiss | 19 tháng 5 năm 2019 | 13.61                      |

## Ngày phát hành đĩa tại thị trường nội địa
| Mùa | Mùa | Tập | Ngày phát hành đĩa DVD | Ngày phát hành đĩa DVD | Ngày phát hành đĩa DVD |
| Mùa | Mùa | Tập | Khu vực 1              | Khu vực 2              | Khu vực 4              |
| --- | --- | --- | ---------------------- | ---------------------- | ---------------------- |
|     | 1   | 10  | 6 tháng 3 năm 2012     | 5 tháng 3 năm 2012     | 10 tháng 8 năm 2012    |
|     | 2   | 10  | 19 tháng 2 năm 2013    | 4 tháng 3 năm 2013     | 6 tháng 3 năm 2013     |
|     | 3   | 10  | 18 tháng 2 năm 2014    | 17 tháng 2 năm 2014    | 19 tháng 2 năm 2014    |
|     | 4   | 10  | 17 tháng 2 năm 2015    | 16 tháng 2 năm 2015    | 18 tháng năm 2015      |
|     | 5   | 10  | 15 tháng 3 năm 2016    | 14 tháng 3 năm 2016    | 16 tháng 3 năm 2016    |
|     | 6   | 10  | 15 tháng 11 năm 2016   | 14 tháng 11 năm 2016   | 16 tháng 11 năm 2016   |
|     | 7   | 7   | 12 tháng 12 năm 2017   | 11 tháng 12 năm 2017   | 11 tháng 12 năm 2017   |

## Số lượt xem
Mùa đầu tiên đã đạt số lượng người xem trung bình là 2,5 triệu người trong tập phim vào tối chủ nhật đầu tiên và đã đạt được lượt xem tổng cộng (bao gồm cả số lượt xem lại và xem theo yêu cầu) đạt 9,3 triệu lượt cho mỗi tập phim. Đến mùa thứ hai, series có số lượt xem tổng cộng cho mỗi tập phim là 11,6 triệu lượt. Mùa thứ 3 đạt tổng cộng 14,2 triệu lượt xem mỗi tập, giúp cho Game of Thrones trở thành series phim của HBO có số lượt xem cao thứ hai trong lịch sử (sauThe Sopranos). Đến mùa thứ tư, HBO thông báo rằng số lượt người xem đã lên đến 18,4 triệu lượt mỗi tập (thống kê sau đó lên tới 18,6 triệu) và đã vượt qua kỷ lục của bộ phim huyền thoại The Sopranos. Mùa thứ sáu số lượt xem mỗi tập tiếp tục tăng thêm khi con số đã đạt đến hơn 25 triệu, với gần 40 phần trăm người xem sử dụng nền tảng kỹ thuật số của HBO. Năm 2016, một nghiên cứu của tờ New York Times về 50 chương trình truyền hình được Like nhiều nhất trên Facebook chỉ ra rằng Game of Thrones "nổi tiếng ở thành thị hơn rất nhiều so với vùng nông thôn, có lẽ là chương trình duy nhất có zombie làm được điều này". Đến mùa thứ bảy, lượt người xem trung bình của bộ phim đạt hơn 30 triệu mỗi tập trên tất cả các nền tảng.

Series cũng lập nhiều kỷ lục về kênh truyền hình trả tiền tại Anh (Năm 2016 số người xem trung bình đạt 5 triệu mỗi tập trên tất cả các nền tảng) và Australia (Số người xem trung bình là 1.2 triệu).
Game of Thrones : Số người xem mỗi tập tại Mỹ (triệu lượt)
| Mùa | Tập phim | Tập phim | Tập phim | Tập phim | Tập phim | Tập phim | Tập phim | Tập phim | Tập phim | Tập phim | Trung bình |
| Mùa | 1        | 2        | 3        | 4        | 5        | 6        | 7        | 8        | 9        | 10       | Trung bình |
| --- | -------- | -------- | -------- | -------- | -------- | -------- | -------- | -------- | -------- | -------- | ---------- |
| 1   | 2.22     | 2.20     | 2.44     | 2.45     | 2.58     | 2.44     | 2.40     | 2.72     | 2.66     | 3.04     | 2.52       |
| 2   | 3.86     | 3.76     | 3.77     | 3.65     | 3.90     | 3.88     | 3.69     | 3.86     | 3.38     | 4.20     | 3.80       |
| 3   | 4.37     | 4.27     | 4.72     | 4.87     | 5.35     | 5.50     | 4.84     | 5.13     | 5.22     | 5.39     | 4.97       |
| 4   | 6.64     | 6.31     | 6.59     | 6.95     | 7.16     | 6.40     | 7.20     | 7.17     | 6.95     | 7.09     | 6.84       |
| 5   | 8.00     | 6.81     | 6.71     | 6.82     | 6.56     | 6.24     | 5.40     | 7.01     | 7.14     | 8.11     | 6.88       |
| 6   | 7.94     | 7.29     | 7.28     | 7.82     | 7.89     | 6.71     | 7.80     | 7.60     | 7.66     | 8.89     | 7.69       |
| 7   | 10.11    | 9.27     | 9.25     | 10.17    | 10.72    | 10.24    | 12.07    | N/A      | N/A      | N/A      | 10.26      |